# Sint-Gertrudiskerk (Oberkirchen)
De Sint-Gertrudiskerk (in het Duits St.-Gertrudis-Kirche) is een zeventiende-eeuwse katholieke kerk in het Ortsteil Oberkirchen in Schmallenberg, Hochsauerland in de Duitse deelstaat Noordrijn-Westfalen. Het gebouw is een erkend cultureel monument.

## Beschrijving
Na drie eerdere kerkgebouwen werd in 1665-1666 het huidige kerkgebouw in vroege barokstijl gerealiseerd. 
De Sint-Gertrudiskerk is een zaalkerk voorzien van steunberen, met klokkentoren aan de westzijde. Op het dak van de zaalkerk bevindt zich een dakruiter. Boven het zuidelijk toegangsportaal bevindt zich het wapen van de familie Von Fürstenberg, die de kerk oprichtte en recht sprak in Oberkirchen.
De sacristie aan het oostelijk einde van het koor werd in 1780 aangebouwd. Om de kerk ligt een kerkhof dat tot 1832 in gebruik was.
De kerk bezit onder meer een doopsteen uit 1632. Het hoogaltaar stamt uit 1668, de kansel en het orgel stammen uit 1673 en de biechtstoelen in rococostijl uit 1705.

### Afbeeldingen

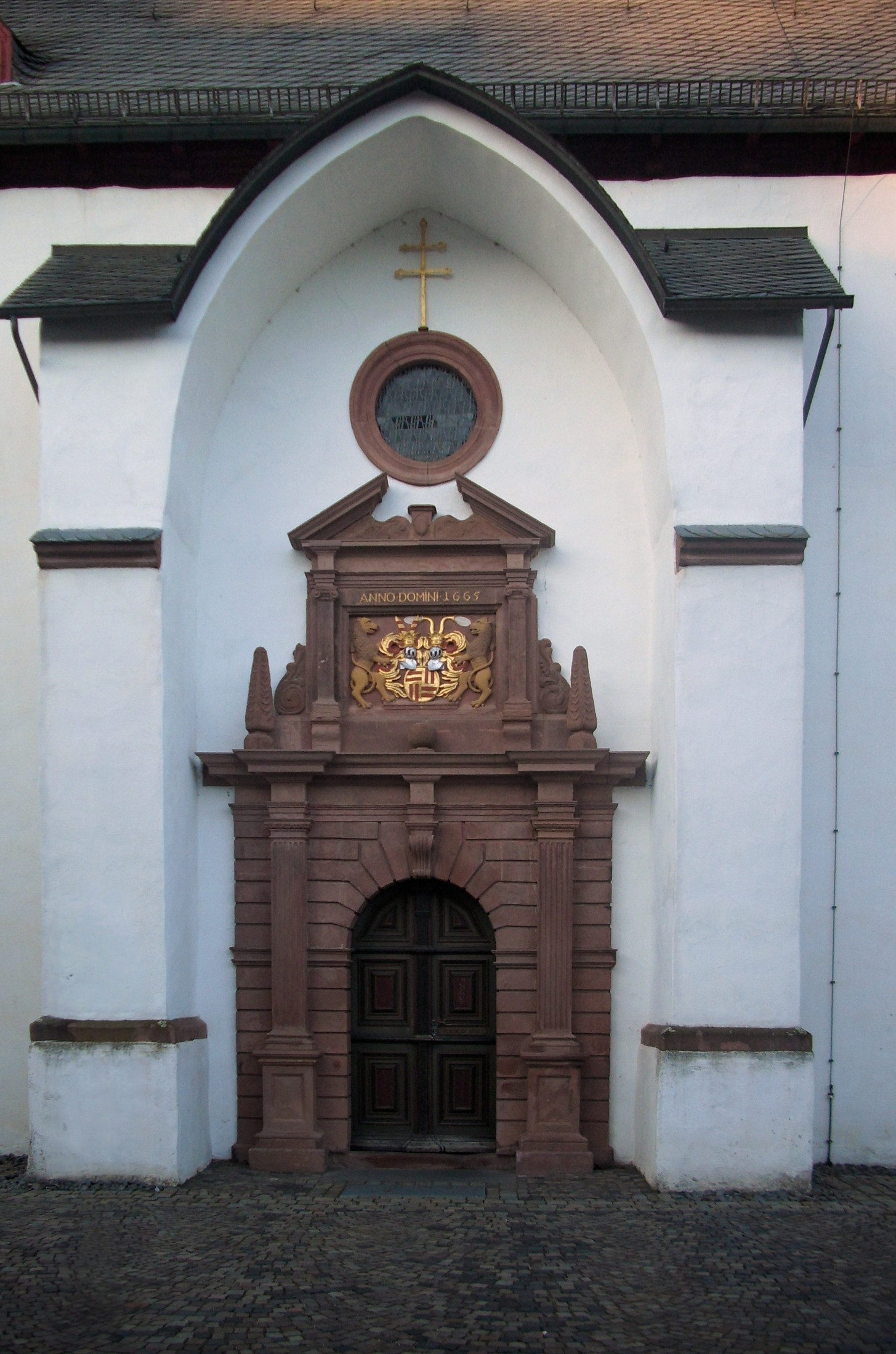
Zuidelijk toegangsportaal.
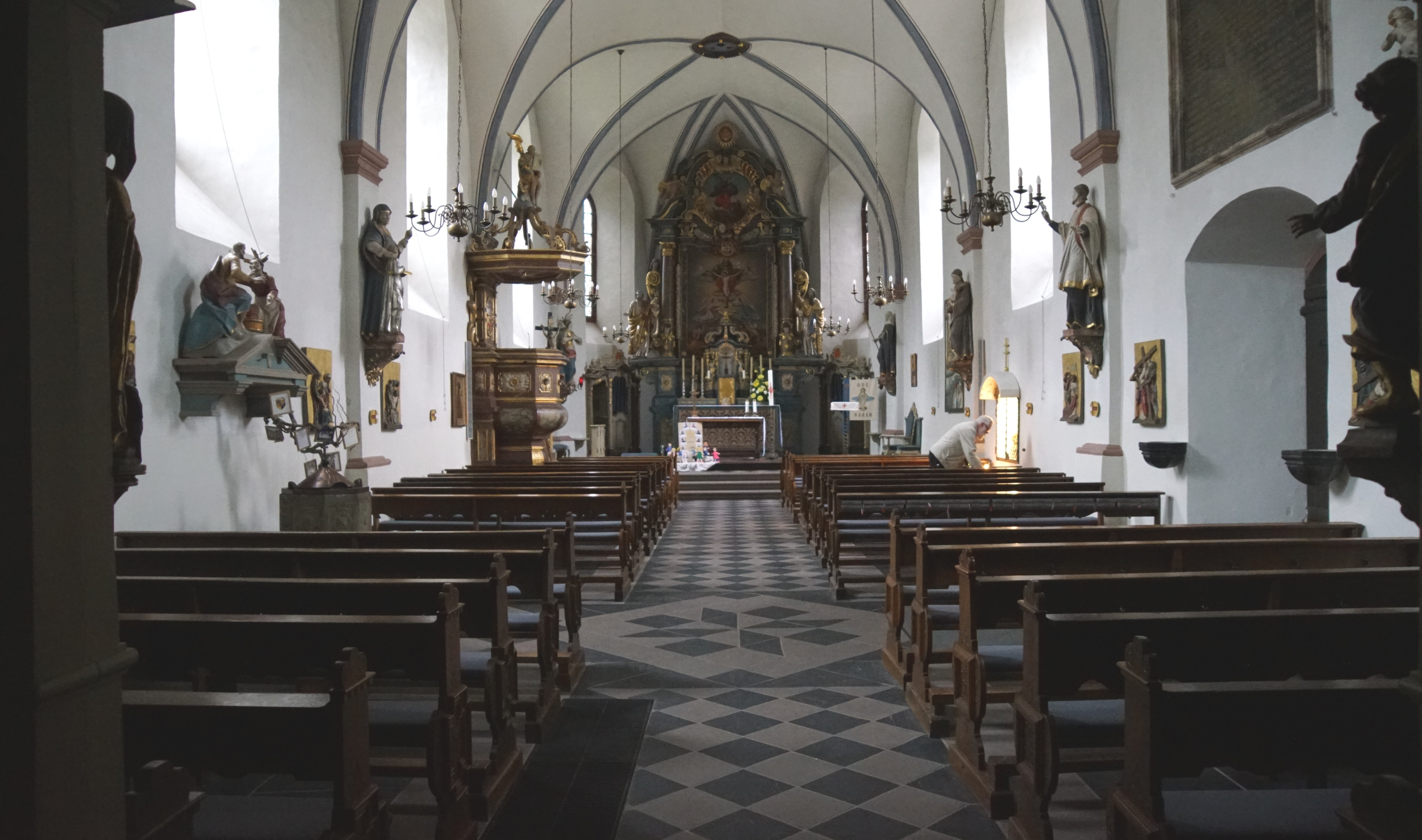
Interieur met altaar.
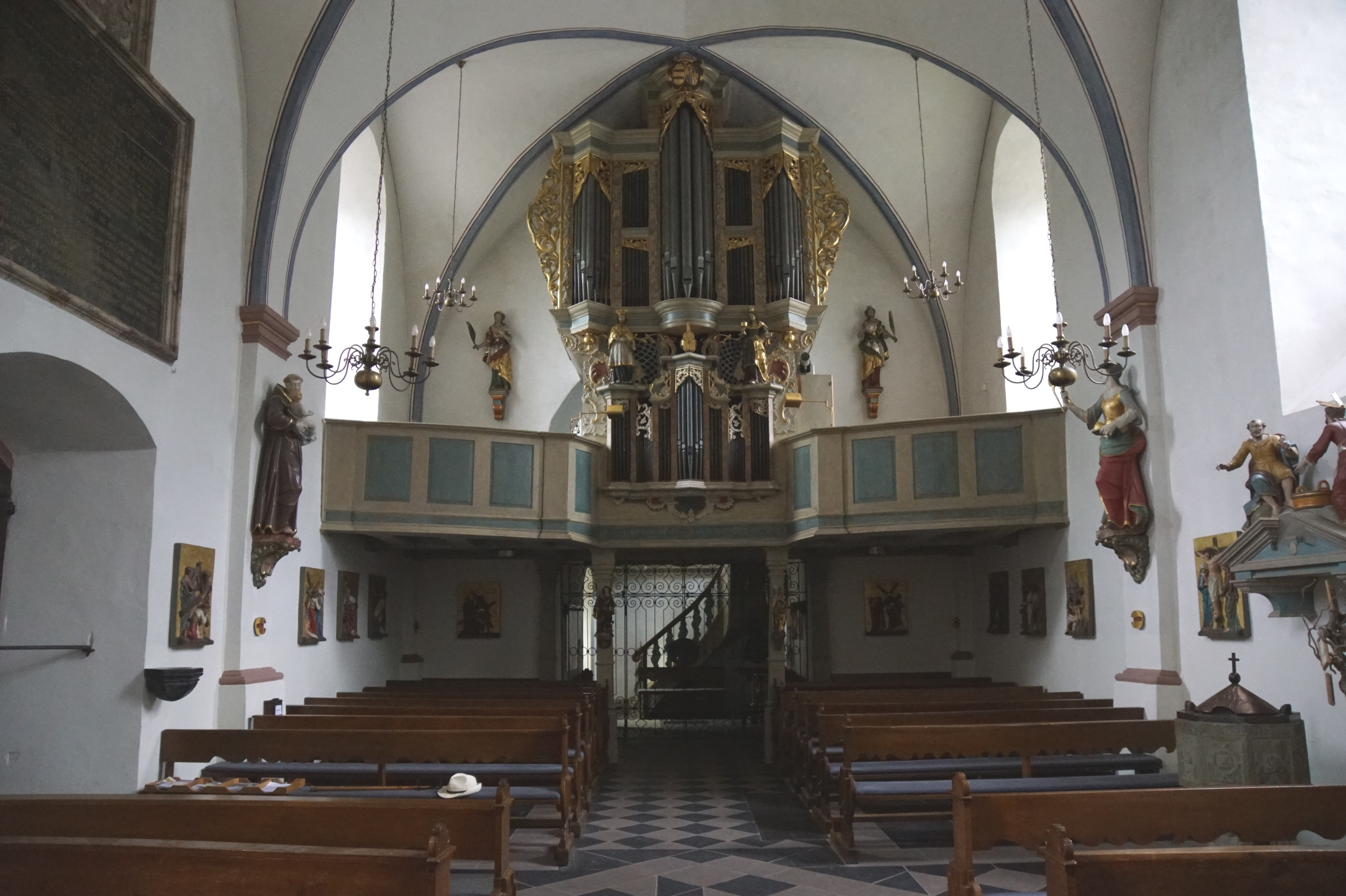
Interieur met orgel.